# روس‌های ایران
روس‌های ایران شامل مردم روس مقیم ایران یا ایرانیان روس‌تبار می‌باشند. روس‌ها در مناطق مختلف ایران سکونت داشته‌اند، اما به‌طور خاص در نواحی شمالی کشور ایران ساکن شدند که در گذشته توسط دولت روسیه اشغال شده بود. امروزه روس‌ها در مناطق جنوبی کشور بالاخص بوشهر سکونت دارند، که بسیاری از آنان به عنوان تکنسین و مهندس در نیروگاه اتمی بوشهر مشغول به کار می‌باشند. سابقه ورود روس‌ها به ایران به دوران صفویه بازمی‌گردد، اما جمعیت قابل توجهی از ورود مردم روس به دوران قبل و بعد از جنگ جهانی اول و دوران بحران ایران، برمی گردد.

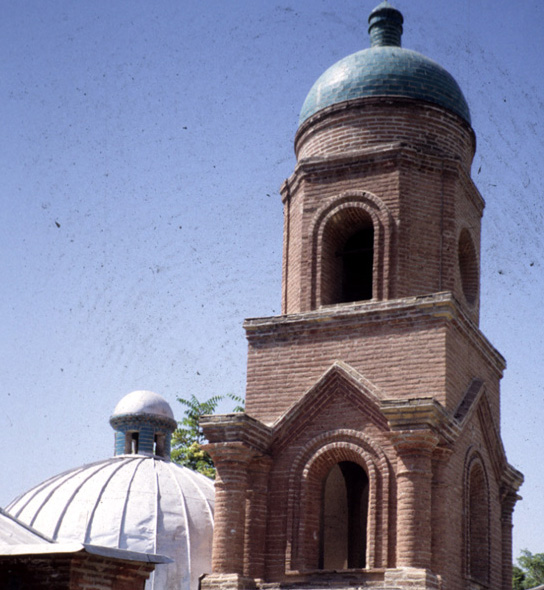
کلیسای روسی کانتور در قزوین

بسیاری از روس‌ها به محض ورود به ایران در مناطق شمالی کشور نظیر تالش در استان گیلان و مناطق آذربایجان ساکن شدند و همچنان فرزندان و نوه‌هایشان در این مناطق زندگی می‌کنند و در حال حاضر تابعیت ایرانی دارند.

## سرشناسان
ایرانیان روس‌تبار سرشناس

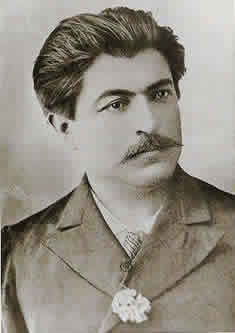
آنتوان سوروگین
ایوانف
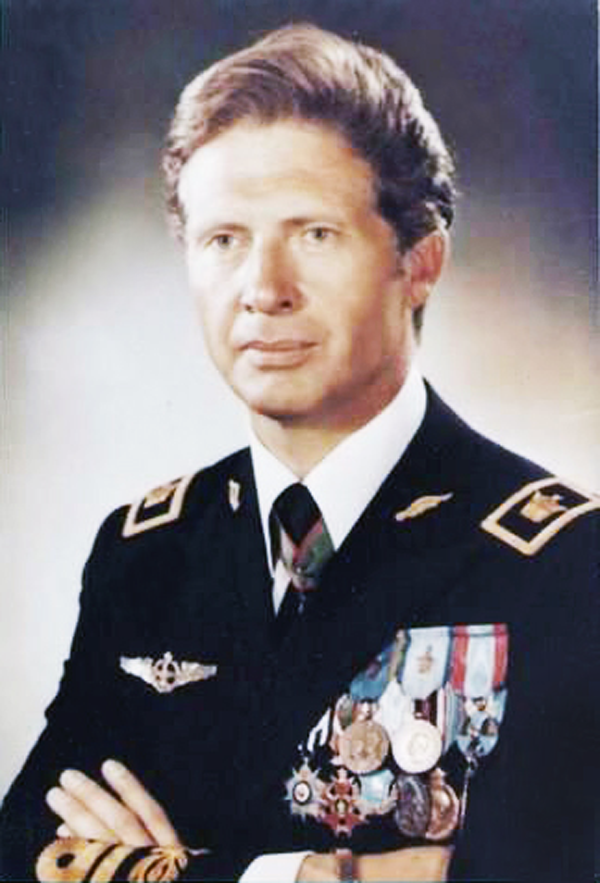
نادر جهانبانی
نیکلای مارکف